# Queen Pen
Lynise Walters conhecida mais com o o seu nome artístico Queen Pen, é uma cantora de rap, nascida em 1972.